# روبرت ويب (لاعب كريكت بريطاني)
روبرت ويب (1840 - )  (بالإنجليزية: Robert Webb)‏ هو لاعب كريكت بريطاني.